# Comac C919
|  | Ovaj članak sadrži podatke o planiranom zrakoplovu ili zrakoplovu u izgradnji. Može sadržavati informacije iz projekta i nagađanja, koje možda neće odgovarati završnom proizvodu. |

Comac C919 je uskotrupni putnički avion koji trenutno razvija kompanija Comac ( Commercial Aircraft Corporation of China). Moći će, ovisno o izvedbi, prevesti od 158 - 174 putnika. Sastavljanje prvog prototipa je započeto tijekom 2015., a prvi let je ostvaren 5. svibnja 2017.
Zamišljeno je da ovaj zrakoplov razbije duopol Airbusa i Boeinga na tržištu uskotrupnih zrakoplova. Izravni je konkurent Airbusu A320 i Boeingu 737.

## Narudžbe
| Kupac                                              | Naručeno | Opcije |
| -------------------------------------------------- | -------- | ------ |
| ABC Financial Leasing                              | 45       | 0      |
| Air China                                          | 20       | 0      |
| BOC Aviation                                       | 20       | 0      |
| BOCOMM Leasing                                     | 30       | 0      |
| CCB Financial Leasing                              | 50       | 0      |
| CDB Leasing Company                                | 10       | 0      |
| China Aircraft Leasing Company (CALC)              | 20       | 0      |
| China Eastern Airlines                             | 20       | 0      |
| China Southern Airlines                            | 20       | 0      |
| GECAS (General Electric Capital Aviation Services) | 20       | 0      |
| Hainan Airlines                                    | 20       | 0      |
| Hebei Airlines                                     | 20       | 0      |
| ICBC Leasing                                       | 45       | 0      |
| Industrial Bank Financial Leasing Co Ltd           | 20       | 0      |
| Joy Air                                            | 20       | 0      |
| Sichuan Airlines                                   | 20       | 0      |
| China Merchants Bank                               | 30       | 0      |
| Huaxia Financial Leasing                           | 20       | 0      |
| Ukupno                                             | 450      | 0      |

## Specifikacije
Specifikacije su preliminarne i podložne promjenama.
|                     | C919-Mixed                                 | C919-All ECO                               | C919-High Destiny                          |
| ------------------- | ------------------------------------------ | ------------------------------------------ | ------------------------------------------ |
| Članova posade      | Dva                                        | Dva                                        | Dva                                        |
| Kapacitet putnika   | 156 (2 klase)                              | 168 (1 klasa)                              | 274 (1 klasa)                              |
| Prostor sjedišta    | 91 cm - 97 cm (2 klase)                    | 81 cm (1 klasa)                            | 76 cm (1 klasa)                            |
| Duljina             | 38,9 m                                     | 38,9 m                                     | 38,9 m                                     |
| Raspon krila        | 35,8 m                                     | 35,8 m                                     | 35,8 m                                     |
| Brzina krstarenja   | 0,79 Mach (834 km/h)                       | 0,79 Mach (834 km/h)                       | 0,79 Mach (834 km/h)                       |
| Maksimalan dolet    | 4.075 km                                   | 5.555 km                                   |                                            |
| Motori (×2)         | CFM International LEAP-1C                  | CFM International LEAP-1C                  | CFM International LEAP-1C                  |
| Promjer ventilatora | LEAP-1C: 1,98 m                            | LEAP-1C: 1,98 m                            | LEAP-1C: 1,98 m                            |
| Potisak (x2)        | 25.000 Lbf (110 kN) do 30.000 Lbf (130 kN) | 25.000 Lbf (110 kN) do 30.000 Lbf (130 kN) | 25.000 Lbf (110 kN) do 30.000 Lbf (130 kN) |